# اچ‌ام‌اس دایدالوس (۱۷۸۰)
اچ‌ام‌اس دایدالوس (۱۷۸۰) (به انگلیسی: HMS Daedalus (1780)) یک کشتی بود که طول آن ۱۲۵ فوت ۷ اینچ (۳۸٫۳ متر) بود. این کشتی در سال ۱۷۸۰ ساخته شد.